# Rusocin (Nysa)
Rusocin  (deutsch Riemertsheide, auch Remertsheide) ist ein Ort in der Stadt- und Landgemeinde Nysa im Powiat Nyski der Woiwodschaft Opole in Polen.

## Geographie
Das Straßendorf Rusocin liegt etwa acht Kilometer nordöstlich von Nysa (Neisse) und 51 Kilometer südwestlich von Opole (Oppeln) in der Nizina Śląska. Durch den Ort verläuft die Droga wojewódzka 406. Südöstlich von Rusocin fließt die Glatzer Neiße.
Nachbarorte von Rusocin sind im Osten Piątkowice (Rotthaus), im Westen Złotogłowice (Groß Neundorf) und im Nordwesten Prusinowice (Waltdorf).

## Geschichte

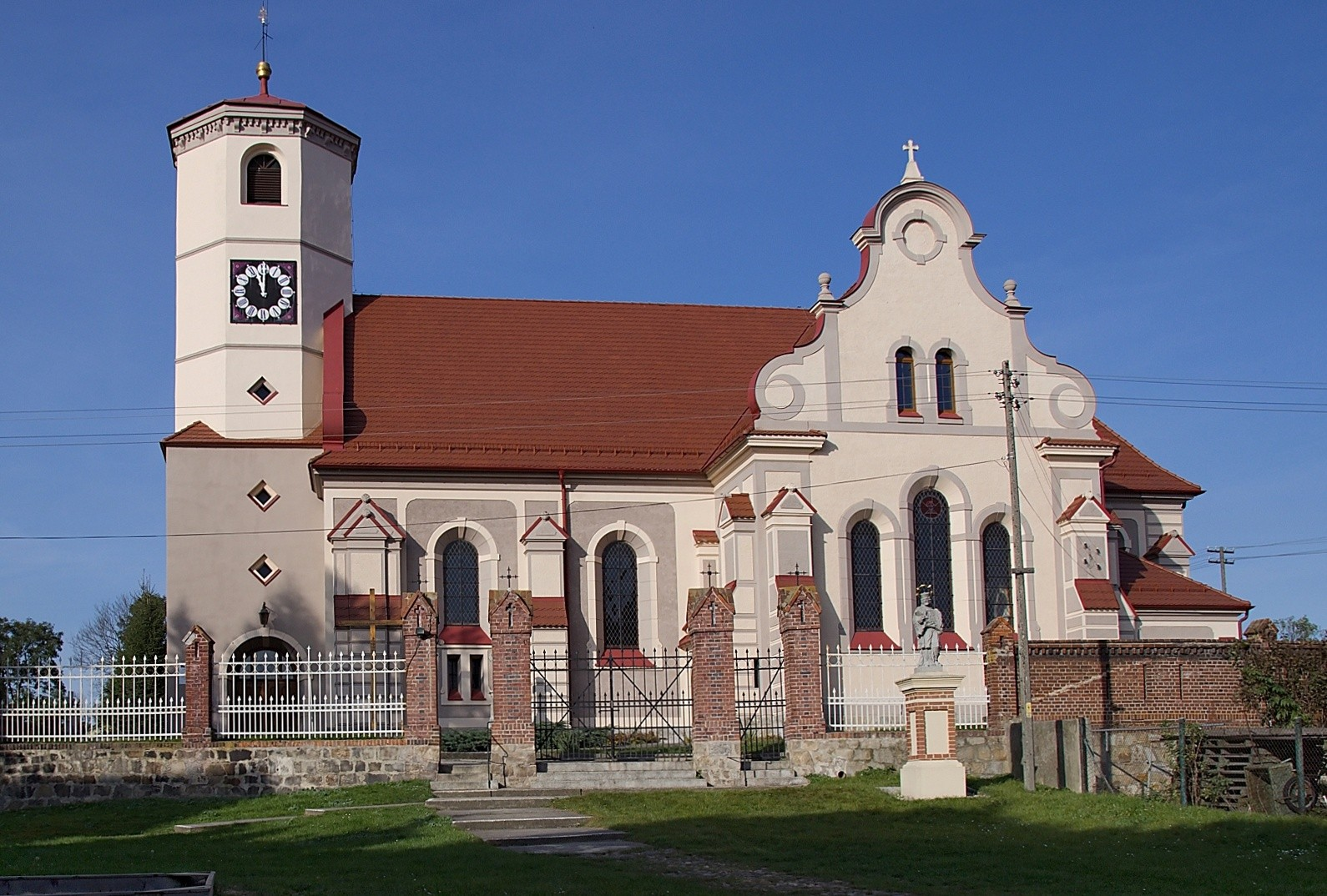
Clemenskirche

„Rinaczow“ wurde erstmals 1267 urkundlich erwähnt. Im Zehntregister Liber fundationis episcopatus Vratislaviensis aus den Jahren 1295–1305 ist es in der Schreibweise Reywarczheide und 1338 als Reuarsheyde belegt. Weitere Erwähnungen erfolgten 1373 als Reynmartsheide und 1378 als Reynfarczheide. 1588 bestand das Dorf aus 36 Hufen.
Nach dem Ersten Schlesischen Krieg 1742 fiel Riemertsheide mit dem größten Teil Schlesiens an Preußen. 1791 wurden  Dorf und Pfarrkirche durch einen Brand zerstört.
Nach der Neugliederung der Provinz Schlesien gehörte die Landgemeinde Riemertsheide ab 1816 zum Landkreis Neisse, mit dem sie bis 1945 verbunden blieb. 1845 bestanden im Dorf eine katholische Pfarrkirche, zwei Kapellen, eine katholische Schule, eine Erbscholtisei, eine Brennerei und 92 weitere Häuser. Die Einwohnerzahl lag damals bei 608, allesamt katholisch. 1855 lebten 698 Menschen im Ort. 1865 bestanden im Dorf eine Erbscholtisei, 28 Bauernhöfe, 16 Gärtner- und 41 Häuslerstellen. 1865–1873 wurde auf den Fluren von Riemertsheide das Fort Rieglitz als Außenstelle der Festung Neisse angelegt. 1874 wurde der Amtsbezirk Lassoth gegründet, dem die Landgemeinden Lassoth, Nieder Jeutritz, Ober Jeutritz, Riemertsheide und Rothhaus sowie die Gutsbezirke Lassoth und Rothhaus eingegliedert wurden. 1885 zählte Riemertsheide 725 Einwohner.
Zwischen 1905 und 1906 wurde ein neues Schulgebäude errichtet. 1925 zählte die Dorfschule 99 Schüler. 1933 lebten in Riemertsheide 581 Einwohner, 1939 waren es 594 Einwohner.
Als Folge des Zweiten Weltkriegs fiel Riemertsheide mit dem größten Teil Schlesiens 1945 an Polen. Nachfolgend wurde es in Rusocin umbenannt. Die einheimische deutsche Bevölkerung wurde – soweit sie nicht vorher geflohen war – weitgehend vertrieben. Die neu angesiedelten Bewohner waren teilweise Zwangsumgesiedelte aus Ostpolen, das an die Sowjetunion gefallen war.
Von 1945 bis 1950 gehörte Rusocin zur Woiwodschaft Schlesien, anschließend wurde es der Woiwodschaft Opole eingegliedert. Seit 1999 gehört es zum Powiat Nyski.

## Sehenswürdigkeiten
- Die römisch-katholische Clemenskirche (polnisch Kościół św. Klemensa Rzymskiego) wurde 1896–1897 an der Stelle eines Vorgängerbaus aus dem Jahre 1791 errichtet.[8] Das Kirchengebäude steht seit 1966 unter Denkmalschutz.[9]
- Kirchfriedhof
- Zweigeschossiges Schulgebäude aus Backstein
- Wegekapelle

## Vereine
- Freiwillige Feuerwehr OSP Rusocin
- Fußballverein LZS Rusocin